# Eminencia gris

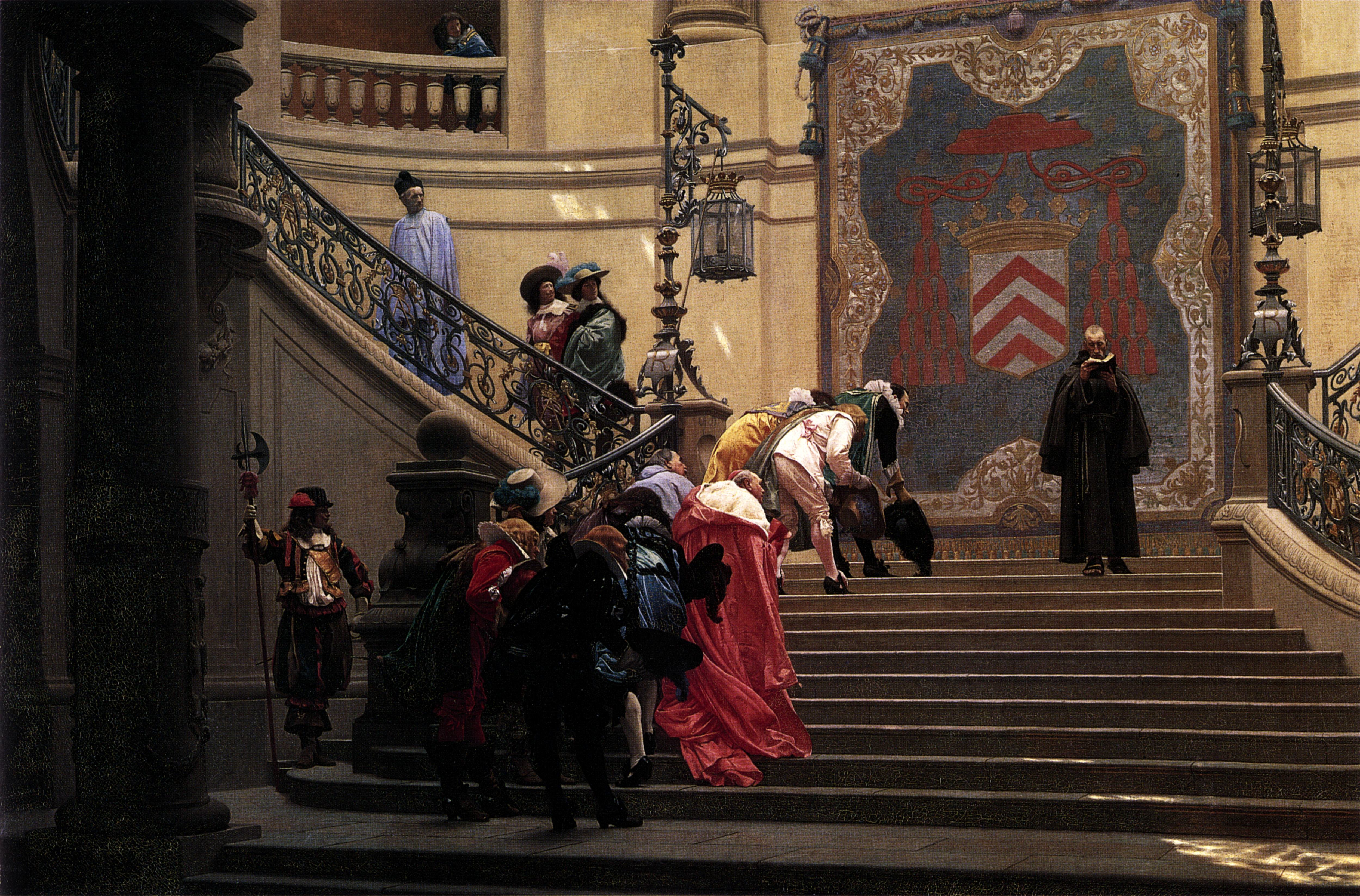
Pintura al óleo titulada L'Éminence Grise, de Jean-Léon Gérôme, que muestra a François Leclerc du Tremblay, secretario del cardenal Richelieu y considerado una eminencia gris, descendiendo por la gran escalera del Palais Cardinal.

El término eminencia gris (del francés: éminence grise; pronunciación en francés: /eminɑ̃s ɡʁiz/) es un consejero que, de forma discreta, influye en las decisiones de una persona, una organización o un grupo político. Denota a operador estratégico que ejerce poder detrás del trono, articulando decisiones de alto nivel sin detentar un cargo de autoridad formal. Se trata de una figura de influencia extrainstitucional que manipula los resortes del mando mediante intermediarios, ejerciendo soft power para modelar la estructura del poder sin exponerse públicamente.
La etimología del concepto remite a François Leclerc du Tremblay, clérigo capuchino y principal operador político del cardenal Richelieu, arquitecto del absolutismo borbónico en Francia. Su apelativo surge del hábito gris característico de su orden monástica, en contraposición a la vestimenta púrpura propia de los purpurados eclesiásticos. A pesar de no haber sido investido con la dignidad cardenalicia, su proximidad al círculo de poder de Richelieu legitimó el uso deferencial del tratamiento «Su Eminencia».
El constructo de la eminencia gris ha sido objeto de diversas representaciones iconográficas y literarias. En el ámbito pictórico, Jean-Léon Gérôme inmortalizó su imagen en L'Éminence grise (1873), donde Leclerc desciende las escalinatas del Palais-Royal –entonces denominado Palais-Cardinal, epicentro del poder richelieano–, abstraído en la lectura de un volumen, mientras cortesanos se inclinan reverencialmente. Esta obra recibió la Medalla de Honor en el Salón de París de 1874. Asimismo, en Le Siège de La Rochelle (1881) de Henri-Paul Motte, se le representa sosteniendo el galero escarlata de Richelieu, simbolizando la traslación informal de potestad.
En el plano literario, la novela Los tres mosqueteros de Alexandre Dumas codifica a Leclerc bajo el personaje de Padre Joseph, un estratega eclesiástico con capacidad de coerción sobre los mecanismos de gobierno. La narrativa lo posiciona como un agente determinante en las intrigas cortesanas, consolidando su figura como paradigma de la influencia oculta en los sistemas de poder.

## Origen del término
El concepto del nombre «Eminencia gris» parte de «eminencia», persona eminente de gran inteligencia, que sobresale y destaca entre los demás; y «gris», que impulsa las decisiones desde la oscuridad. Se califica así a la «cabeza pensante», que ejerce una posición de poder desde las sombras, tras bastidores o detrás del telón.
La expresión «Eminencia gris» se empleó por primera vez en Francia referida al sacerdote capuchino y mano derecha del cardenal Richelieu François Leclerc du Tremblay. El color de su hábito, marrón claro, era descrito en la época como gris. Asimismo, el tratamiento habitual para los cardenales en la Iglesia católica es eminencia, aunque Leclerc du Tremblay nunca fue cardenal. Por su parte, por el color de su ropaje cardenalicio, el cardenal Richelieu fue conocido como «la eminencia roja».
Aldous Huxley escribió una biografía de Leclerc titulada Grey Eminence.

## Aplicación
Se suele llamar "eminencia gris" a aquella persona que ejerce una extrema injerencia sobre el aparato y las decisiones de un gobierno, una suerte de asesor de absoluta confianza y mano derecha, de quien ocupa el cargo central y puede llegar a tener un vínculo estrecho con el líder en cuestión, pudiendo ser un fiel amigo y aliado, como es el caso de Joseph Goebbels con Hitler, o Peter Mandelson con Tony Blair, o José López Rega con Juan e Isabel Perón, o Vladimiro Montesinos con Alberto Fujimori, o no serlo y compartir una relación meramente por necesidad o interés, sirva el ejemplo de Talleyrand y Fouché con Napoleón. Generalmente son personas que ejercen una vasta influencia sobre el jefe de Gobierno o de Estado y dependiendo del caso, su poder e influencia pueden extenderse inclusive hasta otros miembros del mismo gobierno, o círculos de altos niveles de poder, no necesariamente directamente relacionados con la política, tales como los sectores académicos, literarios, empresariales, diplomáticos y hasta militares.
La figura de la eminencia gris tiende a ser ejercida por personas, inteligentes, estratégicas, calculadoras, distantes, frías, misteriosas y en algunos casos manipuladoras. Son el tipo de personajes que anhelan poder, pero que prefieren permitir que otros lo ejerzan en su nombre y llegan a desarrollar planes de gobierno, acciones políticas y a tener un poder de decisión y libertad de acción tan desproporcionados, que su firma se encuentra estampada en cada acción que el gobierno ejecute y logrando que todos los que forman parte del mismo lo reconozcan como la voz cantante, aun cuando ni siquiera ejerza un cargo de importancia.
De la misma forma la eminencia gris puede ser o bien conocida o completamente desconocida para el público y también hay casos en que las eminencias grises han caído de su pedestal de poder, como Ramón Serrano Suñer, quien fue el principal aliado y asesor político de Francisco Franco durante los diez primeros años de la dictadura y que, luego de una crisis política interna, vio como su estrella se esfumaba y ocupaba su lugar Luis Carrero Blanco; o el caso de Séneca, quien sería el más allegado asesor político del emperador romano Nerón hasta que perdió el favor imperial y Petronio apareció en la escena como su sustituto.
Igualmente, ha habido casos en los que las eminencias grises han debido asumir de forma oficial el gobierno en momentos determinados. Tal es el caso de Talleyrand, quien se convirtió en el primer primer ministro de Francia y dirigió la Junta de Gobierno provisional que sucedió a Napoleón tras su primera caída, o el mismo Joseph Goebbels, quien tras el suicidio de Hitler en los últimos días del Tercer Reich se convirtió en Canciller por 24 horas hasta su propio suicidio.

## Características de su personalidad
- Generalmente son personas introvertidas, reservadas, cautas y calculadores, lo que los envuelve en un aura de misterio.
- Suelen ser personas inteligentes, muy hábiles y estratégicas.
- No requieren de una posición formal para actuar, pero siempre al servicio de su líder.
- A pesar de no necesitarlo, tienden a ocupar diversidad de cargos.
- Ejercen funciones sobre múltiples aspectos del gobierno.
- Rara vez llegan a sus posiciones de poder a través de la popularidad o los votos.
- Ejercen funciones sobre todo lo inherente al gobierno.
- Tienden a tener una relación cercana con el líder, ya sea por conveniencia o por amistad.
- Suelen concentrar tanta importancia, que apartarlos de sus posiciones es extremadamente difícil, pues acaban haciendo dependientes de sus habilidades a todos los miembros de gobierno, incluido el jefe.
- Tienden a ser ambiciosos aunque muy cautelosos y discretos.
- Suelen estar ligados a poderes factuales.
- En la mayoría de los casos cumplen con el perfil de intelectuales, experimentados, reflexivos e introspectivos.

## Confianza, dependencia y traición
El que una eminencia gris sea, por definición, extremadamente cercana al foco del poder, no implica que la relación entre la cabeza del gobierno y ella sea cercana, amistosa, ni siquiera cordial; de hecho, muchos de los más notorios políticos que han ejercido tal papel fuerzan al líder a depender de ellos y, debido a que no se consideran inferiores al mismo, le debaten sus acciones y lo cuestionan directamente sin ningún tipo de limitación.
Aunque por supuesto hay casos de asesores allegados y cercanos al líder de gobierno, también hay otros ejemplos de eminencias grises que buscan asegurar su permanencia en el centro de poder y no temen en traicionar o cambiar a los líderes y jefes para lograrlo. Ejemplo sería el mismo Talleyrand, quien primero sirvió al rey Luis XVI, luego se convirtió en un líder revolucionario, pasando a formar parte del Directorio y luego traicionar al mismo al apoyar y fraguar el Golpe de 18 de Brumario que le permitió a Napoleón ascender al poder, sólo para al final traicionar a Napoleón al formar parte de la Primera y la Segunda Restauración monárquica. Otro ejemplo sería también Andrés Rodríguez Pedotti, quien, tras ejercer como la mano derecha de Alfredo Stroessner en su dictadura de 35 años y ser su consuegro, le propinó un golpe de Estado y asumió él el gobierno.